# Beto Fantinel
Roberto Fantinel (Dona Francisca, 16 de maio de 1987), conhecido como Beto Fantinel, é um político e cientista social brasileiro filiado ao Movimento Democrático Brasileiro (MDB).

## Biografia
Roberto Fantinel nasceu em Dona Francisca, no Rio Grande do Sul, em 16 de maio de 1987. É filho de agricultores e sua formação acadêmica inclui graduação em Ciências Sociais e Técnico Agrícola pela Universidade Federal de Santa Maria (UFSM). Possui também pós-graduação em Ciências Políticas pela Universidade Estácio de Sá e em Economia pela Faculdade Metropolitana de São Paulo.
Sua trajetória política começou cedo, com a participação na Juventude do MDB, onde atuou como presidente em níveis municipal e nacional.

## Carreira política

### Atuação municipal
Beto Fantinel iniciou sua carreira política em sua cidade natal, Dona Francisca, onde foi eleito vereador aos 21 anos, sendo o segundo mais votado no município.

### Atuação em assessorias
Posteriormente, atuou como assessor especial do governador José Ivo Sartori e chefe da Assessoria Parlamentar do Ministério da Cidadania.

### Deputado estadual
Em 2018, Beto Fantinel concorreu ao cargo de deputado estadual e ficou como suplente. Assumiu a cadeira na Assembleia Legislativa do Rio Grande do Sul durante a 55ª Legislatura, substituindo Juvir Costella, que assumiu a Secretaria de Logística e Transportes no governo de Eduardo Leite.
No pleito de 2022, foi eleito deputado estadual com 36.705 votos.

### Secretário de Assistência Social
Em 1º de janeiro de 2023, Beto Fantinel assumiu a pasta da Secretaria de Assistência Social do Estado do Rio Grande do Sul, a convite do Governador Eduardo Leite. Sua gestão tem como foco o fortalecimento do Sistema Único de Assistência Social (SUAS) e a inclusão socioprodutiva.